# Zhang Dechang
Zhang Dechang (chiń. 张德常; ur. 23 sierpnia 1978 w Shandong) – chiński wioślarz, reprezentant Chińskiej Republiki Chińskiej w wioślarskiej ósemce (sternik) podczas Letnich Igrzysk Olimpijskich w Pekinie. Brąz na Letnich Igrzyskach Olimpijskich w Tokio 2020

## Osiągnięcia
- Mistrzostwa Świata – Eton 2006 – ósemka – 11. miejsce[1].
- Mistrzostwa Świata – Monachium 2007 – ósemka – 7. miejsce[1].
- Igrzyska Olimpijskie – Pekin 2008 – ósemka – 7. miejsce[2].